# Подгорно-Канаковское сельское поселение
Подгорно-Канаковское се́льское поселе́ние — упразднённое муниципальное образование в Темниковском районе Мордовии Российской Федерации.
Административный центр — село Подгорное Канаково.

## История
Образовано в 2005 году в границах сельсовета.
Законом Республики Мордовия от 15 июня 2015 года, Кондровское сельское поселение и одноимённый ему сельсовет были упразднены (населённые пункты были включены в Подгорно-Канаковское сельское поселение и одноимённый ему сельсовет).
Законом от 19 мая 2020 года, в июне 2020 года были упразднены Кушкинское и Подгорно-Конаковское сельские поселения и одноимённые им сельсоветы (населённые пункты включены в Бабеевское сельское поселение и одноимённый ему сельсовет).

## Население
| 2002 | 2010 | 2012 | 2013 | 2014 | 2015 | 2016 |
| ---- | ---- | ---- | ---- | ---- | ---- | ---- |
| 467  | ↘421 | ↘398 | ↘386 | ↘375 | ↘367 | ↗615 |
| 2017 | 2018 | 2019 | 2020 |      |      |      |
| ↘592 | ↘562 | ↘540 | ↘517 |      |      |      |

## Состав сельского поселения
| № | Населённый пункт   | Тип населённого пункта | Население |
| - | ------------------ | ---------------------- | --------- |
| 1 | Алкаево            | деревня                | ↘32       |
| 2 | Кондровка          | село                   | ↘185      |
| 3 | Новый Шукстелим    | деревня                | ↘23       |
| 4 | Песочное Канаково  | деревня                | ↘113      |
| 5 | Подгорное Канаково | село                   | ↘340      |
| 6 | Подгорные Селищи   | деревня                | ↘26       |
| 7 | Старый Шукстелим   | деревня                | ↘32       |